# トナミ運輸
トナミ運輸株式会社(トナミうんゆ)は、富山県高岡市に本社を置く日本の運送会社である。合わせて純粋持株会社のトナミホールディングス株式会社についてもここで取り上げる。社長は両社とも髙田和夫が務めている。

## 概要
創業者は綿貫民輔元衆議院議長の父で衆議院議員も務めた綿貫佐民で、佐民が早く亡くなったため妻の父でもある綿貫栄、民輔と経営が引き継がれている。民輔の時代に上場するなど大きな発展を見せた。宅配サービスも取り扱うが、基本的には企業間（BtoB）物流を中心としている。
2013年の第23回参議院議員通常選挙では元社員で氷見市長の堂故茂を後援し当選させた。
1984年（昭和59年）制定のパンサー（豹）マークのロゴが同社が保有するトラックの目印になっている。また、宅配便は「パンサー宅配便」の名称で展開し、そのシェアは西濃運輸に次いで業界7位である。
コーポレートカラーは、メーンカラーがカージナルレッド、サブカラーはオキサイドイエローとブルー。
2025年（令和7年）6月に上場廃止し、日本郵便の完全子会社となった（経営陣はそのまま）。

## 社是・社訓
- トナミ運輸は 物流を通じ社会に寄与し 事業の発展を図る
  - 荷主により早くより確実なサービスを
  - 社内に相互信頼の気風と規律を
  - 従業員に公正な配分と文化的な生活を
  - 株主に適正で安定した配当を

## 沿革
純粋持株会社移行前
- 1943年（昭和18年） 
  - 6月1日 - 事業組合の加越商事を母体とした11社によって「礪波（トナミ）運輸株式会社」として設立。本社を富山県東礪波郡出町太郎丸（現・砺波市太郎丸、旧加越商事本社）に置く[10][11]。当時は資本金125万円、車両137台、従業員309名であった[12]。
  - 11月 - 本社を東礪波郡青島村（現・砺波市）上村368番地へ移転[12]。
- 1951年（昭和26年）11月 - 富山-大阪間の定期路線運行開始[10]。
- 1952年（昭和27年） 5月 - 本社を富山県高岡市横田に移転する[10][13]。
- 1954年（昭和29年） 
  - 8月 - 富山-名古屋間の定期路線運行開始[10]。
  - 10月 - 富山-東京間の定期路線運行開始[10]。
  - 10月 - 東京-大阪間の定期路線運行開始[10]。
- 1961年（昭和36年）11月 - 東京証券取引所、大阪証券取引所の市場第2部に株式公開[10]。
- 1962年（昭和37年）
  - 4月 - 東京営業所の跡地に東京本部「トナミビル」（地上10階、地下2階）が完成。ビル内に社長室を新設し、本社機能を移転する[14]。
  - 6月 - 商号を「トナミ運輸株式会社」に変更（「礪波」という地名が県外の人に読みにくかったため、片仮名表記に変更した）[10][14]。
- 1965年（昭和40年）10月 - 社旗制定[14]。
- 1966年（昭和41年）12月 - 損害保険代理業を開始[10]。
- 1972年（昭和47年） 7月 - コンピュータ導入によるトナミトータルオンラインシステム開始[10]。
- 1974年（昭和49年）8月5日 - 新湊市（現・射水市）津幡江の敷地面積47,000mm2の敷地（国道8号富山高岡バイパス沿い）に中央ターミナルが竣工。富山・高岡支店を合併して2階フロアに「新富山支店」を置き、中央ターミナルは「中央営業所」とした[15]。
- 1975年（昭和50年）8月1日 - 本社機能を高岡市へ移転。同年8月30日、資金関係と営業関係部門を除いた本社機能を中央ターミナルに移した[15]
- 1976年（昭和51年）
  - 10月 - 高岡市昭和町三丁目で新社屋ビル着工[15]。
  - 11月 - 倉庫業を開始[10]。
- 1978年（昭和53年） 
  - 1月 - 航空貨物取扱開始[10]。
  - 5月末 - 地上4階建て、延床面積4,652m2、トナミ運輸労働組合会館を併設した本社ビル完成（5月31日に落成披露パーティを開催）[16]。
- 1984年（昭和59年） 
  - 6月 - CI（コーポレートカラーおよびパンサーマーク）を導入[8]。
  - 9月 - 東京証券取引所、大阪証券取引所の市場第2部から第1部に上場[10]。
- 1985年（昭和60年） 6月 - 国際宅配便業務を開始[10]。
- 1986年（昭和61年） 4月 - とやま産品インフォメーションセンターを開設し、物品販売事業を開始[10]。
- 1996年（平成8年）  
  - 8月 - 日本運輸（現・トナミ国際物流）を買収し、港湾運送事業分野に進出[10]。
  - 10月 - インターネットプロバイダ事業（サービス名 コーラルネット）に参入[10]。
- 1998年（平成10年）10月23日 - 富山県流通業務団地（小杉流通センター）の隣接地に配送センターを建設[17]。
- 2000年（平成12年）6月2日 - 新コンピュータセンター完成[18]。
- 2003年（平成15年）10月 - 京神倉庫の全株式取得（完全子会社化）[10]。
- 2005年（平成17年） 8月 - 中華人民共和国の上海市に事務所を開設する[10]。
- 2008年（平成20年）
  - 4月10日 - 同日開催の取締役会で会社分割制度を利用した純粋持株会社体制へ移行する事を決裁（同年6月27日の定期株主総会で承認）[19]。
  - 9月12日 - 同日付で国土交通省から産業活力再生特別措置法に基づく事業再構築計画の認定を受けた[19]。
  - 10月 - 事業分割を行い純粋持株会社化へ移行。商号を「トナミホールディングス株式会社」に変更[10]。運送事業は新設会社の（新）トナミ運輸に移管する[20]。

事業会社移行後（トナミ運輸）
- 2009年 (平成21年)  
  - 3月 - 産学官による「エネルギー研究開発事業」が、環境省の「平成21年度・地球温暖化対策技術開発事業」に採択[20]。
  - 8月10日 - 本社横でグリーンエネルギー研究所（同年7月2日設立）の竣工式[21]。
- 2010年（平成22年） 
  - 1月 - タイ現地法人[TONAMI (THAILAND) COMPANY LIMITED]設立[20]。
  - 4月 - 久留米運送株式会社と業務提携[20]。
  - 9月 - SGモータース株式会社と車両整備事業において包括的業務提携[20]。
  - 10月 - 信越・中国地区事業をトナミ運輸信越株式会社・トナミ運輸中国株式会社に地域分社化[20]。
- 2011年（平成23年） 7月 - 久喜支店・久喜流通センターを新設[20]。
- 2012年（平成24年） 
  - 3月 - 富士支店を新設[20]。
  - 6月 - ISMSの認証取得（情報システム事業部IDC運用チーム）[20]。
  - 11月 - 富山支店・富山流通センターを新設[20]。
- 2016年（平成28年）
  - 6月　-　平塚流通センターを稼働。
  - 7月　-　関西センターを稼働。
- 2022年（令和4年）12月 - 綿貫勝介社長が死去。
- 2023年（令和5年）1月 - 髙田和夫が新たな社長に就任[22]。

事業会社移行後（トナミホールディングス）
- 2010年（平成22年） 2月 - 帝石不動産から第一倉庫の株式の98.5%を取得し子会社化[10]。
- 2011年（平成23年） 1月 - 中国・大連に現地法人「托納美国際貨運代理(大連)有限公司」設立[10]。同年2月より業務開始[23]。
- 2011年（平成23年） 8月 - タイ現地法人「トナミ タイランド カンパニー リミテッド」を通じてタイ地場輸送企業「マハポーン トランスポート カンパニー リミテッド」と合弁契約を締結、子会社化[10]。
- 2012年（平成24年） 4月 - 第一貨物・久留米運送との3社合弁により関連会社「ジャパン・トランズ・ライン」設立[10]。
- 2013年（平成25年） 1月 - タイ現地法人「トナミ タイランド カンパニー リミテッド」を通じてタイ地場企業「エイチ アンド アール フォワーディング カンパニー リミテッド」と合弁契約を締結、子会社化[10]。
- 2013年（平成25年） 1月 - 「托納美物流(大連)有限公司」(旧・托納美国際貨運代理(大連)有限公司)が中国当局から陸運事業免許を取得、陸運業務開始[10]。
- 2013年（平成25年） 4月 - 当社の連結子会社3社（大阪トナミ運輸、阿南自動車、東洋ゴム北陸販売）を存続会社として、地域事業子会社3社（関西トナミ運輸、全国白帽ジェイエスイー、トーヨータイヤ富山ショップ）を被合併消滅会社とする吸収合併を実施、大阪トナミ運輸は「トナミ近畿物流」に商号変更。
- 2013年（平成25年） 4月 - シー・フォーカスの全株式取得（完全子会社化）。
- 2014年（平成26年） 7月 - 菱星物流の株式取得（子会社化）。
- 2015年（平成27年） 10月 - 当社の連結子会社5社（呉西トナミ運輸、福井トナミ運輸、中京トナミ運輸、関東トナミ運輸、けいしんシステムリサーチ）を存続会社として、子会社5社（全ト運輸、武生通運、第一倉庫、茨城トナミ運輸、シー・フォーカス）を被合併消滅会社とする吸収合併を実施。  「北陸トナミ運輸（呉西トナミ運輸から商号変更）」、「福井トナミ運輸」、「トナミ第一倉庫物流（中京トナミ運輸から商号変更）」、「関東トナミ運輸」、「KSR（けいしんシステムリサーチから商号変更）」の5社とした。
- 2016年（平成28年） 6月 - 連結子会社である菱星物流を「北関東トナミ運輸」に商号変更。
- 2016年（平成28年） 7月 - 中央冷蔵の全株式取得（完全子会社化）。
- 2022年（令和4年）12月 - 綿貫勝介社長が死去。
- 2023年（令和5年）1月 - 髙田和夫が新たな社長に就任[22]。
- 2025年（令和7年）4月 - 日本郵便の子会社であるJWT株式会社による株式公開買付けが成立[24]。これにより日本郵政及び日本郵便も同じく親会社となる。
- 2025年（令和7年）6月 - 東京証券取引所プライム市場上場廃止。株式併合によりJWT株式会社の完全子会社となる。

## 営業拠点

### トラック輸送

#### 関東地区
- 東京支店
- 京浜支店
- 葛西支店
- 板橋支店
- 足立支店
- 横浜営業所
- 川崎支店
- 相模支店
- 東横浜支店
- 久喜支店
- 浦和支店
- 熊谷支店
- 千葉支店
- 野田支店
- 鹿島支店
- 高崎支店
- 栃木支店

##### 過去に存在した営業拠点
- 平塚支店
- 厚木支店
  - 上記支店は、2003年に相模支店に統合する形で閉鎖。

#### 信越地区
- 新潟支店　（トナミ運輸信越）
- 長岡支店　（トナミ運輸信越）
- 上越営業所（トナミ運輸信越）
- 長野支店　（トナミ運輸信越）
- 上田営業所（トナミ運輸信越）
- 松本支店　（阿南自動車）
- 飯田支店　（阿南自動車）
- 諏訪営業所（阿南自動車）
- 伊那営業所（阿南自動車）

#### 北陸地区
- 中央支店
- 黒部営業所
- 富山支店
- 砺波支店
- 金沢支店
- 小松支店
- 能登支店
- 福井支店
- 敦賀営業所
- 武生営業所

#### 中京地区
- 名岐支店
- 港支店
- 岡崎営業所
- 豊橋営業所
- 岐阜営業所
- 高山連絡所
- 静岡支店
- 浜松支店
- 富士支店
- 藤枝営業所
- 四日市営業所
- 上野営業所

#### 関西地区
- 南大阪支店
- 東大阪支店
- 大阪中央支店
- 泉佐野支店
- 北大阪支店
- 尼崎支店
- 神戸支店
- 加古川支店
- 京都支店
- 滋賀支店
- 奈良営業所

#### 中国地区
- 広島支店　（トナミ運輸中国）
- 福山営業所（トナミ運輸中国）
- 尾道営業所（トナミ運輸中国）
- 岡山支店　（トナミ運輸中国）
- 徳山営業所（トナミ運輸中国）

### 流通センター
- 千葉流通センター
- 南柏流通センター
- 江東流通センター
- 新関東流通センター
- 柏インター流通センター
- 川崎流通センター
- 東横浜流通センター
- 相模流通センター
- 平塚流通センター
- 神奈川流通センター
- 久喜流通センター
- 浦和流通センター
- 小矢部流通センター
- 富山流通センター
- 小杉流通センター
- 新港流通センター
- 金沢流通センター
- 松任流通センター
- 中京流通センター
- 名岐流通センター
- 四日市流通センター
- 大阪中央流通センター
- 東大阪流通センター
- 南大阪流通センター
- 南大阪流通第２センター
- 奈良流通センター
- 泉佐野流通センター
- 京都流通センター
- 京阪流通センター
- 西淀川流通センター
- 関西センター
- 加古川流通センター
- 新潟流通センター（トナミ運輸信越）
- 長岡流通センター（トナミ運輸信越）
- 岡山流通センター（トナミ運輸中国）

### 引越センター
- 東神引越センター
- 千葉引越センター
- 北関東引越センター
- 富山引越センター
- 北陸引越センター
- 東海引越センター
- 関西引越センター
- 新潟引越センター（トナミ運輸信越）

### 航空国際支店
- 東京航空支店
- TSM支店
- 東京北航空支店
- 富山航空支店
- 金沢航空支店
- 福井航空支店
- 名古屋航空支店
- 大阪航空支店
- 関西航空支店
- 札幌航空支店   (北海道トナミ運輸・北海道アロー)

- 国際東京支店
- 国際富山支店
- 広島航空支店（トナミ運輸中国）

### 通運事業所
- 通運東京支店
- 通運高岡支店
- 通運広島支店　（トナミ運輸中国）
- 通運大竹営業所（トナミ運輸中国）

### 整備工場
- 野田整備工場
- 砺波整備工場
- 金沢整備工場
- 福井整備工場
- 名古屋整備工場
- 滋賀整備工場
- 新潟整備工場（トナミ運輸信越）[25]

### 産品インフォメーションセンター
- とやま産品インフォメーションセンター
- いしかわ産品インフォメーションセンター
- ふくい産品インフォメーションセンター

## バドミントン部
- 創部1990年
- 高岡市役所から引き継いだ男子バドミントン部はS/Jリーグの強豪。
- 武下利一 - 元主将、現指導者
- 嘉村健士 - 元主将、ダブルス
- 園田啓悟 - 元副主将、ダブルス
- 舛田圭太 - トナミ運輸出身のバドミントン指導者
- 西本拳太 - バドミントン日本代表、シングルス 現在は退社
- 大堀彩 - トナミ運輸所属の女子選手
- 佐々木翔 - トナミ運輸元所属の選手　ロンドンオリンピック準々決勝にて世界ランク1位林丹選手に善戦で男子シングルス ベスト8
- 保木卓朗 - 主将、ダブルスで世界ランキング1位を達成、世界選手権 2021優勝
- 小林優吾 - 副主将、ダブルスで世界ランキング1位を達成、世界選手権 2021優勝
- 仁平菜月

### チーム成績
| 全日本実業団大会              | 平成8・12・15・16・19・21・22・23・27・28年優勝 （優勝10回・準優勝4回・3位10回）                                                                                                  |
| S/Jリーグ （旧日本リーグ1部） | 平成13・14・15・16・23・24・28・29年優勝 （優勝8回・準優勝10回・3位6回） |
| 国民体育大会                  | 成年男子（トナミ運輸チーム）として出場し優勝10回 平成8・10・12・13・14・16・17・18・20・25・28・29年優勝 （優勝12回・準優勝4回）                                                  |
| 全日本社会人大会              | 男子シングルス 平成9・11・22・23年優勝 男子ダブルス 平成13・14・17・19・24・25・27年優勝 混合ダブルス 平成11・12・13・14・16・17・20・27年優勝                                    |
| 全日本総合大会                | 男子シングルス 平成13・14・19・26・29年優勝 男子ダブルス 平成14・15・16・21・22・23・27・28年優勝 混合ダブルス 平成7・8・12・13・14・15・16・17・18・19・20・21・22・24・28年優勝 |

## その他
- 富山のKNBラジオが『走れ!歌謡曲』を2020年9月までネット受けしていたのは、スポンサーである日野自動車と車両納入で縁が深い同社が現在もなお富山県内に本社を置くという理由からだと言われている。
- 年に数回、富山ブラックもあるラーメン祭りなど物品拡販セールというセールイベントがある。
- 高倉健主演の映画『あなたへ』で引越サービス風景が出てくる。
- 富山県出身の藤子不二雄A製作の映画『少年時代』に製作協力。

## トラブル・不祥事

### 内部告発と報復
1974年（昭和49年）、当時社員だった串岡弘昭は運輸業界のヤミカルテルを公正取引委員会に内部告発したが、上層部は報復人事として月に3回も転勤を強要、仕事らしい仕事を与えず、32年間、空き地の草むしりや雪かきを主な業務として命じた。また社外では暴力団関係者による脅迫を行った。串岡はそうした不当要求に応じず、2006年（平成18年）9月20日、60歳で定年退職した。
また、串岡は2002年（平成14年）1月、内部告発に対する報復として不当な処遇を受けたとして、トナミ運輸に4800万円の損害賠償を求める訴訟を起こしている。
会社側は「本人の適性を考慮した結果」と争ったが、裁判は串岡の主張をほぼ認め「原告の内部告発は正当な行為であって、法的保護に値するというべき」「被告は、内部告発に対する報復として長期間にわたって原告に不利益な取り扱いをしたといえる」と判決。会社の主張を退け、2005年（平成17年）2月、被告「トナミ運輸」側に1356万円の賠償支払いを命じた（富山地判平成17年2月23日）。
串岡へ退職を強要するにあたり、串岡の自宅へ「ヤクザの若頭」を名乗る者が訪れて脅迫したとされ、裁判の判決でも、判決文に「暴力団員から退職を強要された事実は証拠上明らか」と認定された。
この一連の不祥事は、2025年2月19日放送の奇跡体験!アンビリバボーで放送されたが、同社は現在でも黙殺しており、ニュースリリースからも削除している。

### フォークリフトの資格取得で不正
同社大阪中央支店（大阪市鶴見区）において、大型フォークリフトの運転資格取得に当たっての講習期間短縮に必要な「経験証明書」を、実際には取得していない社員に対し、虚偽の証明書を作成させた上、資格を得ていない状態で営業所内で大型フォークリフトの操作を行わせていたことが明らかとなり、大阪中央労働基準監督署は2014年3月7日に、同支店の当時の支店長らと、法人としての同社を労働安全衛生法違反容疑で書類送検した。